# Mitrephanes phaeocercus
Mitrephanes phaeocercus là một loài chim trong họ Tyrannidae.